# Episodi di Doctor Odyssey
La prima stagione della serie televisiva Doctor Odyssey, composta da diciotto episodi, è trasmessa negli Stati Uniti d'America in prima visione dal 26 settembre 2024 su ABC. In Italia la serie viene pubblicata su Disney+ dal 28 novembre 2024 al 9 luglio 2025.
| nº | Titolo originale            | Titolo italiano                        | Prima TV USA      | Pubblicazione Italia |
| -- | --------------------------- | -------------------------------------- | ----------------- | -------------------- |
| 1  | Pilot                       | Pilota                                 | 26 settembre 2024 | 28 novembre 2024     |
| 2  | Singles Week                | La settimana dei single                | 3 ottobre 2024    | 28 novembre 2024     |
| 3  | Plastic Surgery Week        | La settimana della chirurgia plastica  | 10 ottobre 2024   | 5 dicembre 2024      |
| 4  | Wellness Week               | La settimana del benessere             | 17 ottobre 2024   | 12 dicembre 2024     |
| 5  | Halloween Week              | La settimana di Halloween              | 24 ottobre 2024   | 19 dicembre 2024     |
| 6  | I Always Cry At Weddings    | Piango sempre ai matrimoni             | 7 novembre 2024   | 26 dicembre 2024     |
| 7  | Oh, Daddy!                  | Oh, papà!                              | 14 novembre 2024  | 2 gennaio 2025       |
| 8  | Quackers                    | Paperelle                              | 21 novembre 2024  | 9 gennaio 2025       |
| 9  | Shark Attack!               | L'attacco dello squalo                 | 6 marzo 2025      | 14 maggio 2025       |
| 10 | Shark Attack! Part 2: Orca! | L'attacco dello squalo! Parte 2: Orca! | 13 marzo 2025     | 14 maggio 2025       |
| 11 | Casino Week                 | La settimana del casinò                | 20 marzo 2025     | 21 maggio 2025       |
| 12 | Sophisticated Ladies Week   | Donne sofisticate                      | 27 marzo 2025     | 28 maggio 2025       |
| 13 | Spring Break                | Vacanze di primavera                   | 3 aprile 2025     | 4 giugno 2025        |
| 14 | Hot Tub Week                | La settimana della vasca idromassaggio | 10 aprile 2025    | 11 giugno 2025       |
| 15 | Crew Week                   | La settimana dell'equipaggio           | 17 aprile 2025    | 18 giugno 2025       |
| 16 | Double Booked               | Doppia prenotazione                    | 1° maggio 2025    | 25 giugno 2025       |
| 17 | The Wave                    | L'onda                                 | 8 maggio 2025     | 2 luglio 2025        |
| 18 | The Wave, Part 2            | L'onda, parte 2                        | 15 maggio 2025    | 9 luglio 2025        |